# (2913) Horta
(2913) Horta ist ein Asteroid des Hauptgürtels, der am 12. Oktober 1931 vom belgischen Astronomen Eugène Joseph Delporte an der königlichen Sternwarte in Ukkel entdeckt wurde.
Benannt ist der Asteroid nach dem belgischen Architekten Victor Horta.